# Bravo maestro (1978.)
Bravo maestro, hrvatski dugometražni film iz 1978. godine.